# The Cheerful Insanity of Giles, Giles & Fripp
The Cheerful Insanity of Giles, Giles & Fripp è l'unico album, pubblicato nel 1968, del trio Giles, Giles & Fripp, formato dai fratelli Peter e Michael Giles con Robert Fripp.
Fripp e Michael Giles confluirono l'anno successivo nei King Crimson; a questi ultimi Peter Giles si sarebbe in seguito unito per la registrazione di un solo album: In the Wake of Poseidon del 1970.

## Il disco
L'album di Giles, Giles & Fripp è una collezione di canzoni generalmente orecchiabili, molte delle quali non superano i tre minuti, tutte permeate del tipico humour inglese ed eseguite in uno stile che mescola rock, psichedelia, jazz e il pop melodico tipico degli anni '50 e '60 (quest'ultimo in chiave nettamente parodistica, come in The Sun Is Shining). Chiave di lettura di tutto il disco è senz'altro l'ironia, ma tale intento semiserio non va a scapito dell'esecuzione e degli arrangiamenti, che mostrano l'indubbia padronanza tecnica e la raffinatezza stilistica di tutti e tre i musicisti.
In guisa di filo conduttore del lato A, la storia (accreditata a Fripp e da lui stesso narrata fra un brano e l'altro) di tale Rodney Toady, giovane solo e scansato da tutti perché «brutto e grasso».
Sul lato B, invece, le tracce sono tutte intervallate dalle voci dei tre che mescolano in vari modi, tutti di senso compiuto, i vocaboli della frase I know a man and his name is George («conosco un uomo e si chiama George»).
I due brani che più di tutti lasciano presagire il futuro musicale del trio sono collocati a fine disco: Suite No.1 è una composizione strumentale di Fripp in tre movimenti per chitarra elettrica, gruppo e orchestra, caratterizzata dal virtuosismo del chitarrista nella pennata alternata; il secondo movimento fa scherzosamente il verso allo stile di James Last con archi e coro a bocca chiusa su base jazz; un ampio e più serio sviluppo di questa sezione verrà incluso nel 1971 sull'album Islands dei King Crimson col titolo: Prelude: Song Of The Gulls. L'ultimo brano dell'album, Erudite Eyes, sempre firmato da Fripp, è una canzone dal sapore decisamente jazz che sfocia in un'improvvisazione free che non avrebbe stonato su successivi album dei King Crimson come In the Wake of Poseidon o Lizard.
A registrazioni dell'album già ultimate, l'eventualità – poi mai concretizzata – di presentare il repertorio dal vivo fece entrare nell'orbita del trio il fiatista/tastierista Ian McDonald e la sua fidanzata Judy Dyble, quest'ultima proveniente dalla prima formazione dei Fairport Convention. I due contribuirono ad alcune session di registrazione effettuate nello studio casalingo di Pete Giles a Brondesbury; una parte di esse è inclusa nella recente edizione in CD dell'album, e in forma più completa nella raccolta The Brondesbury Tapes del 2001; McDonald fece anche un paio di apparizioni televisive in playback a fianco del trio, incluso uno spot pubblicitario per gli pneumatici Dunlop, quando la sua relazione con la Dyble si era già conclusa e la cantante aveva lasciato il gruppo.
L'album ebbe all'epoca scarsissimo successo commerciale, stimato attorno alle 600 copie vendute, il che indusse poco dopo Pete Giles a lasciare la band; a rimpiazzarlo, Fripp, McDonald e Mike Giles chiamarono una vecchia conoscenza di Fripp a Bournemouth: il bassista/cantante Greg Lake; pochi mesi dopo, con l'ingresso in pianta stabile del poeta Pete Sinfield (già amico e collaboratore di McDonald) come paroliere e addetto a luci e suoni, nacquero i King Crimson.

## Tracce
Lato A
The Saga of Rodney Toady
1. North Meadow - 2:59  (Peter Giles)
2. Newly-weds - 2:33 (P. Giles)
3. One in a Million - 2:43  (Michael Giles)
4. Call Tomorrow - 2:57 (P. Giles)
5. Digging My Lawn - 2:05 (P. Giles)
6. Little Children - 2:49 (Robert Fripp)
7. The Crukster - 1:36 (M. Giles)
8. Thursday Morning - 2:50 (M. Giles)

Lato B
Just George
1. How Do They Know - 2:27 (M. Giles)
2. Elephant Song - 3:24 (M. Giles)
3. The Sun Is Shining - 3:20 (M. Giles)
4. Suite No.1 - 5:46 (Fripp)
5. Erudite Eyes - 5:06 (Fripp)

### Tracce extra dell'edizione in CD
1. She Is Loaded - 3:13 (P. Giles)
2. Thursday Morning (single version - stereo) - 2:54 (M. Giles)
3. Under The Sky - 4:00 (M.Giles / P. Giles)
4. One In A Million (single version - mono) - 2:27 (M. Giles)
5. Newly-weds (single version) - 2:45 (P. Giles)
6. Thursday Morning (single version - mono) - 2:51 (M. Giles)

## Formazione

### Gruppo
- Peter Giles - basso, voce
- Michael Giles - batteria, percussioni, voce
- Robert Fripp - chitarra, Mellotron, voce recitante

### Altri musicisti
- Nicky Hopkins - tastiere
- Mike Hill - tastiere
- Ivor Raymonde - direttore d'orchestra su Elephant Song e The Sun Is Shining; arrangiamento di Thursday Morning

Orchestrali:
- Violini: R. Cohen, W. Raid, K. Isaacs, G. Salisbury, B. Pecker, G. Fields
- Viole: J. Couling, R. Pattern
- Violoncelli: C. Tunnell, A. Ford
- Tromboni: C. Hardie, T. Barker
- Cori femminili: The Breakaways

Nota: i nomi dei musicisti sono riportati come indicati nelle note originali del disco.
Alle sole tracce extra dell'edizione in CD (perciò non accreditato nelle note originali) collabora anche:
- Ian McDonald - sax, flauto, voce, piano